# Левитин, Рудольф Зиновьевич
Рудольф Зиновьевич Левитин (5 мая 1928, Харьков ― 26 февраля 2004, Москва) ― советский и российский физик, кандидат физико-математических наук (1962), доктор физико-математических наук (1972), профессор (1992). Лауреат Государственной премии СССР (1984).

## Биография
Родился Рудольф Зиновьевич Левитин 5 мая 1928 года в городе Харькове. В 1951 году Рудольф Зиновьевич окончил физический факультет Московского государственного университета.
Р. З. Левитин защитил диссертации: кандидатскую диссертации по теме «Магнитоупругие свойства некоторых антиферромагнетиков и редкоземельных металлов» и докторскую диссертацию по теме «Исследование магнитных и магнитоупругих свойств некоторых ферро-, ферри- и антиферромагнетиков в сильных магнитных полях».
В Московском государственном университете работал на кафедре общей физики для естественных факультетов.
1987―2004 ― Рудольф Зиновьевич был ведущим научным сотрудником кафедры общей физики для естественных факультетов/общей физики и магнитоупорядоченных сред физического факультета Московского государственного университета.
Рудольф Зиновьевич Левитин Государственную премию СССР (1984) получил в составе авторского коллектива за цикл работ «Магнетизм и электронная структура редкоземельных и урановых соединений» (1959―1982).
Профессор Левитин Р. З. основные свои исследования проводил в знаменитой Проблемной лаборатории магнетизма физического факультета Московского государственного университета. Эту лабораторию создал профессор К. П. Белов. Рудольф Зиновьевич внёс большой вклад в становление и дальнейшее развитие лаборатории, которая приобрела международную известность. В этой лаборатории он работал до последних дней своей жизни.
Левитин Рудольф Зиновьевич был членом оргкомитетов отечественных и зарубежных научных конференций, совещаний и семинаров, на которых выступал с докладами. Участвовал в научных конференциях и семинарах в Дагестане, Махачкале.
В Московском государственном университете читал курс «Магнитные структуры». Лекции профессора Р. З. Левитина отличались ясностью и глубоким пониманием физики, доступностью излагаемого материала для студентов. Не только студенты, но и учёные, которым удавалось слушать его лекции, восхищались блестящим педагогическим мастерством.
Скоропостижно скончался 26 февраля 2004 года в Москве.

## Заслуги
- Государственная премия СССР (1984).

## Область научных интересов
- Экспериментальные исследования в области физики магнитных явлений,

- Магнетизм и электронная структура редкоземельных и урановых соединений.

## Основные труды
- «Физика магнитных материалов и новые редкоземельные магнетики» (соавт., 1976). Соавтор открытия «Явление гигантской магнитострикции редкоземельных и урановых соединений» (1980).